# Norddeutscher Lloyd
A Norddeutscher Lloyd foi uma companhia de navegação alemã fundada em 1857 por Hermann Henrich Meier e Eduard Crüsemann após a dissolução da teuto-americana Ocean Steam Navigation Company. Ela acabou desenvolvendo-se e tornou-se uma das mais importantes companhias marítimas da Alemanha no final do século XIX e início do século XX. Foi instrumental no desenvolvimento econômico e industrial das cidades de Bremen e Bremerhaven. A companhia é mais famosa por seus quatro transatlânticos da Classe Kaiser: SS Kaiser Wilhelm der Grosse, SS Kronprinz Wilhelm, SS Kaiser Wilhelm II e SS Kronprinzessin Cecilie. A Norddeutscher se fundiu com sua antiga rival Hamburg-Amerika Linie em 1970, formando a atual Hapag-Lloyd.